# Ernesto Melo Antunes

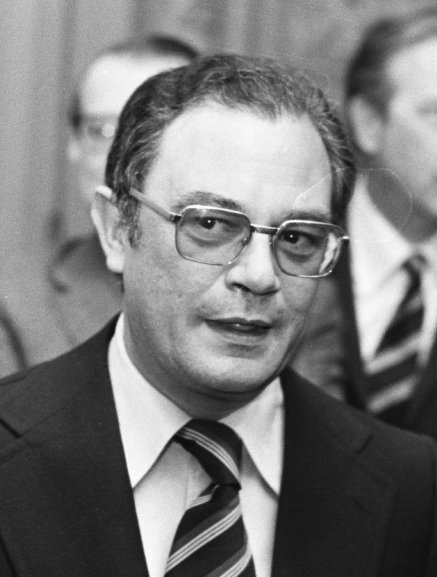
Ernesto Melo Antunes 1975

Ernesto Augusto de Melo Antunes (* 2. Oktober 1933 in Lagoa; † 10. August 1999) war ein portugiesischer Offizier, der eine wichtige Rolle in der Nelkenrevolution vom 25. April 1974 spielte.
Antunes war Mitautor des politischen Programms der Militärbewegung Movimento das Forças Armadas (MFA), die das herrschende Regime stürzte. Nach dem Umsturz wurde er Koordinator des Revolutionskomitees und Minister für Außenhandelsbeziehungen der provisorischen Regierung.
Melo Antunes war auch Chefunterhändler bei den Unabhängigkeitsgesprächen mit Guinea-Bissau und wurde später Mitglied des Staatsrates. Er war zudem Verfasser des Dokuments der Neun (die anderen Unterzeichner waren: Vasco Lourenço, Pezarat Correia, Manuel Franco Charais, Canto e Castro, Costa Neves, Sousa e Castro, Vítor Alves, Vítor Crespo), mit dem in der Revolutionszeit die gemäßigten Kräfte unterstützt werden sollten und das die Linke kritisierte, wie die Kommunisten. 